# 累退稅

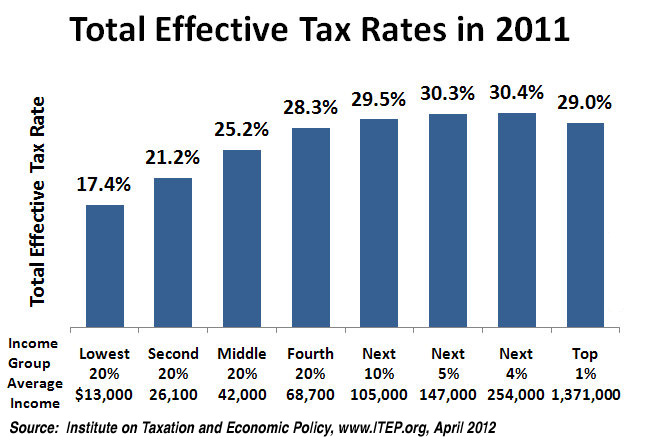
圖表展示在累退稅制之下收入最高的納稅人需繳納的稅率並非最高。

累退稅（英語：regressive tax）是隨納稅人收入和財富的增加而實際稅率逐步遞減的稅制。

## 例子
銷售稅、增值稅、燃油稅等基於日常開支實際消耗而徵收的稅項多被認為是累退稅。雖然隨收入和財富增加，日常開支會隨之而上升，但這些衣、食、住、行的開支佔整體收入的比率，當收入達到一定金額之後，卻不升反跌。由於這稅率多為固定稅率，所以納稅人的實際稅率亦相對下跌。